# رينيه سوليس
رينيه سوليس هو لاعب كرة قاعدة كوبي، ولد في 25 يوليو 1925، وتوفي في 21 سبتمبر 2013.